# What Lies Below
What Lies Below (Brasil: Perfeição Insondável ) é um filme de terror estadunidense de 2020 escrito e dirigido por Braden R. Duemmler e estrelado por Ema Horvath, Mena Suvari e Trey Tucker.

## Sinopse
Uma menina de 16 anos, Liberty Wells (Ema Horvath), que atende por Libby, retorna para a casa do lago de sua família após o acampamento de verão. Durante a viagem, sua mãe, Michelle Wells (Mena Suvari), uma romancista, se oferece para deixar Libby praticar a direção. Ao chegar em casa, Libby conhece o novo namorado de sua mãe, John (Trey Tucker), um geneticista aquático, que lhe dá uma pulseira com símbolos da deusa da fertilidade. Durante o jantar, John explica que seu trabalho envolve tentar ajudar as criaturas a se adaptarem a ambientes em mudança. Mais tarde naquela noite, Libby vai para a cozinha e ouve altos gemidos sexuais, e corre de volta para sua cama. John fica parado na porta dela e permanece enquanto Libby finge estar dormindo.
Na manhã seguinte, Michelle e Libby desenterram cápsulas do tempo enterradas no quintal e discutem sobre Libby pensar que Michelle não se importa com os avós até que Michelle diz a Libby que se sente indesejada pelo pai. Libby explora o lago e é picada por um grande inseto e John a ajuda. Libby retorna para casa para descobrir que Michelle está doente, e Michelle revela que John a pediu em casamento e ela disse que sim. Libby vai ao porão falar com John e descobre que ele está trabalhando com parasitas. Libby começa a menstruar e quando John vê o sangue, tenta limpá-lo com a camisa e a toca. Eles voltam para a casa e enquanto Libby toma banho, John entra furtivamente no banheiro para sentir o cheiro de Libby através da cortina. Libby remove a pulseira dada a ela por John para encontrar uma marca vermelha em seu pulso.
Libby manda uma mensagem para seu amigo Marley e pede que ela vá até sua casa. Naquela noite, Libby acorda e vê John entrando no lago que está emitindo luzes vermelhas. Libby vê John completamente seco, onde ele diz a ela que sofre de sonambulismo.
Na manhã seguinte, Michelle envia Libby à cidade para obter remédios e um teste de gravidez, e enquanto está lá, Libby segue um homem que se parece com John rua abaixo com outra mulher. Libby volta para casa e diz a Marley que John a tocou de forma inadequada, e Marley diz que vai contar a Michelle. Depois de acordar, Libby encontra Michelle e John, e Michelle diz que está grávida. Libby fica desapontada e Michelle pensa que ela está inventando mentiras sobre John tocá-la. Libby vê que John tem uma membrana nictitante e tenta puxar Michelle para longe de John, mas Michelle dá um tapa em Libby. Libby revela a idade de Michelle, que é quarenta e dois e não trinta e cinco, então John vai embora. Um tempo depois, Libby investiga o porão e percebe símbolos em seu pulso onde a pulseira costumava estar. Ela descobre Michelle em um tanque conectado a um soro, com os mesmos símbolos em seus pulsos e nas paredes. Libby se esconde enquanto John observa Michelle dar à luz uma criatura moribunda.
Libby chama a polícia e descobre o corpo de Marley em um tanque de água sendo devorado por parasitas. John ataca Libby enquanto ela tenta escapar com Michelle, e ela acorda amarrada em um porão. Vários homens que parecem idênticos a John aparecem e começam a descascar as paredes para revelar muitas mulheres inconscientes em tanques de água. John regurgita uma substância brilhante e força Libby a consumi-la. Libby acorda em uma fileira de tanques de água contendo outras mulheres aparentemente em pupas. Conforme a água enche seu tanque, ela inicialmente bate no vidro, mas então ela sorri quando percebe que pode respirar debaixo d'água.

## Elenco
- Ema Horvath como Liberty Wells
- Mena Suvari como Michelle Wells
- Trey Tucker como John Smith
- Haskiri Velasquez como Marley

## Resposta crítica
No Rotten Tomatoes, o filme tem um índice de aprovação de 53% com base em resenhas de 15 críticos de cinema. No Metacritic, ele tem uma pontuação média ponderada de 35 de 100 com base em 4 avaliações, o que indica uma recepção "desfavorável".
Cath Clarke, do The Guardian, avaliou o filme com 1 de 5 estrelas e escreveu: "Um enredo erótico desconcertante não é a pior coisa sobre este mistério da ficção científica, que é estragado por uma atuação dura e um julgamento pobre."  Jack Wilhelmi do Screen Rant deu 3 de 5, designando uma "boa" avaliação, elogiando Hovarth e Suvari, mas ofereceu críticas negativas ao filme, escrevendo: "Tudo o que foi feito, de namorados sinistros para monstros submarinos, falta potência aqui parcialmente porque já foi feito antes - e às vezes, feito até a morte - e parcialmente porque mal errou o alvo."